# Saxifraga × opdalensis
Saxifraga x opdalensis es una planta herbácea de la familia de las saxifragáceas.
Es un híbrido compuesto por las especies Saxifraga cernua y Saxifraga rivularis.

## Taxonomía
Saxifraga x opdalensis fue descrita por Mathias Numsen Blytt y publicado en Skr. Vidensk.-Selsk. Christiana, Math.-Naturvidensk. Kl. 15: 52 1892.
Etimología
Saxifraga: nombre genérico que viene del latín saxum, ("piedra") y frangere, ("romper, quebrar"). Estas plantas se llaman así por su capacidad, según los antiguos, de romper las piedras con sus fuertes raíces. Así lo afirmaba Plinio, por ejemplo.
opdalensis: epíteto